# Guyana Girl Guides Association
La Guyana Girl Guides Association è  l'associazione del guidismo in Guyana e conta 819 membri. Il guidismo in Guyana fu fondato nel 1922 e l'organizzazione divenne un membro effettivo del WAGGGS nel 1969.

## Programma
L'associazione è divisa in tre branche in rapporto all'età:
- Brownie Guide (da 7 a 11 anni)
- Girl Guide (da 10 a 14 anni)
- Ranger Guide (da 14 a 20 anni).